# Shuhei Yomoda
 (juillet 2022).
Si vous disposez d'ouvrages ou d'articles de référence ou si vous connaissez des sites web de qualité traitant du thème abordé ici, merci de compléter l'article en donnant les références utiles à sa vérifiabilité et en les liant à la section « Notes et références ».
Shuhei Yomoda (四方田 修平, Yomoda Shūhei, né le 14 mars 1973) est un entraîneur japonais.

## Carrière d'entraîneur
Shuhei Yomoda  est né à Chiba le 14 mars 1973. Il a fréquenté l'Université Juntendo avant de devenir entraîneur de football pour l'Université de Tsukuba. Il a également été recruteur pour l'équipe nationale du Japon sous le mandat de Takeshi Okada puis il est entré au Consadole Sapporo lorsque Takeshi Okada a rejoint le club en tant qu'entraineur.
Pendant plusieurs années, Yomoda a entraîné l'équipe U-18 : après que le club a limogé Ivica Barbarić en juillet 2015, il a été nommé directeur de l'équipe première. Yomoda a mené Consadole aux champions de la Ligue J2 en 2016 et Consadole a été promu J.league En 2018, Consadole a signé avec le nouveau manager Mihailo Petrović, donc Yomoda est devenu entraîneur adjoint.